# Rava-Ruska
Rava-Ruska (ukrainsk: Рава-Руська, tr. Rava-Rus'ka; polsk: Rawa Ruska; jiddisch: ראווע, tr. Rave) er en by i det vestlige Ukraine med 8.586 (2021) indbyggere. Det er en grænseby mellem Ukraine og Polen. Grænsekontrolstedet ligger 8 km vest for byen, langs den internationale motorvej Warszawa - Lviv. 
Rava-Ruska ligger i Lviv rajon (distrikt) i Lviv oblast (region) og er sæde for administrationen af Rava-Ruska byhromada, en af Ukraines hromadaer.

## Historie
Rawa-Ruska blev grundlagt i 1455 af den polske fyrste Władysław I af Płock, hertug af Bełz og Masovien, som opkaldte bygden efter sit regionale hovedsæde, Rawa Mazowiecka, der lå længere mod vest. På grund af sin bekvemme beliggenhed langs handelsvejen fra Lublin til Lviv udviklede byen sig hurtigt. 

## Galleri
- Rådhuset i Rava-Ruska
- "Staryj bank" Hotel
- Skolebygning